# 亨廷頓 (麻薩諸塞州)
亨廷頓（英語：Huntington）是一個位於美國麻薩諸塞州漢普夏縣的鎮。

## 人口
根據2020年美國人口普查的數據，亨廷頓的面積為69.40平方千米，當中陸地面積為68.20平方千米，而水域面積為1.20平方千米。當地共有人口2094人，而人口密度為每平方千米30人。